# Alfa Romeo 40-60 HP

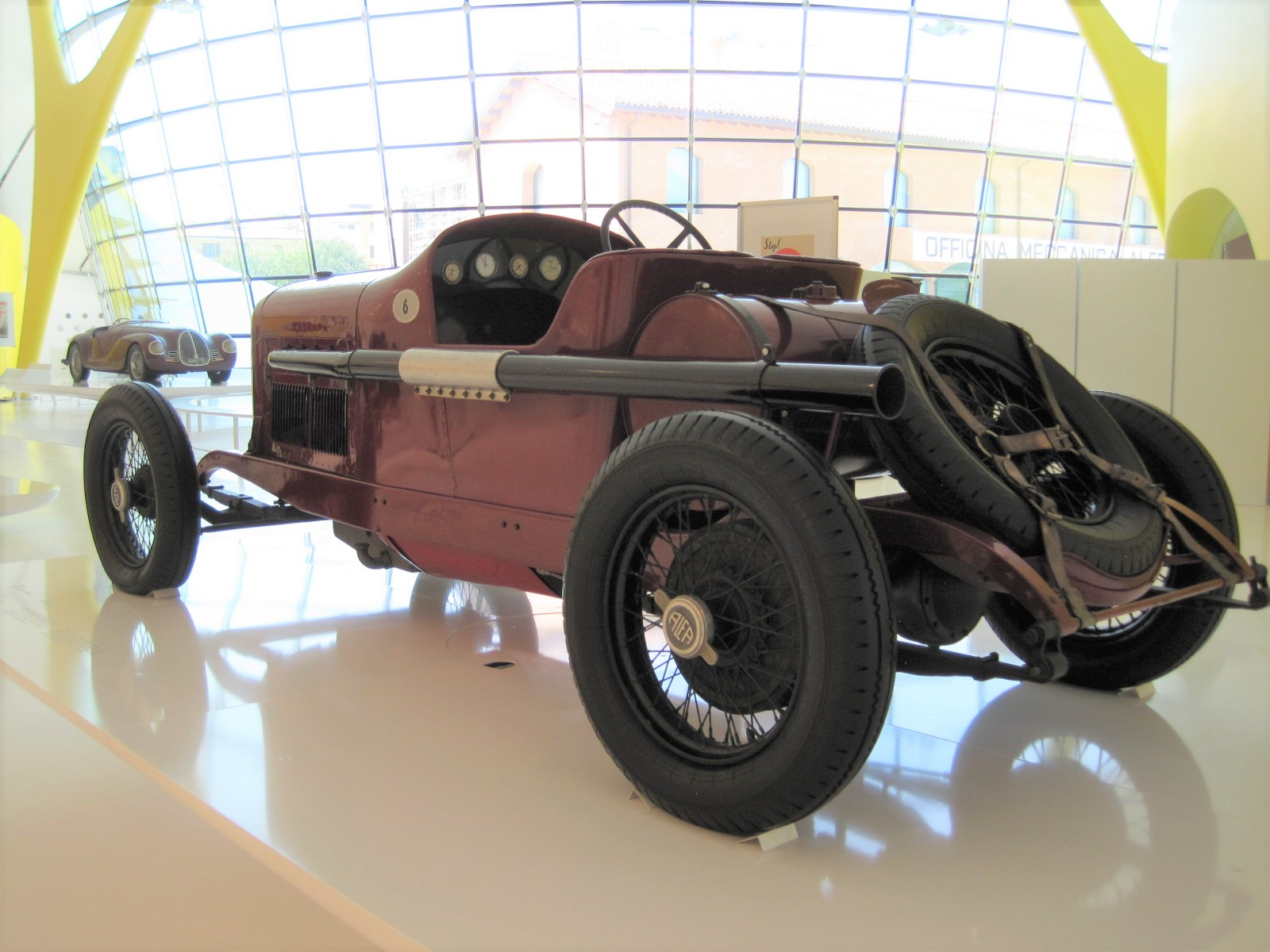
A.L.F.A. 40-60 HP als Zweisitzer (1914)

Der Alfa Romeo 40-60 HP, zuvor A.L.F.A. 40-60 HP, war ein Pkw von Alfa Romeo, zuvor von der Società Anonima Lombarda Fabbrica Automobili.

## Beschreibung
Das Unternehmen brachte dieses Oberklassemodell 1913 als ihr größtes Modell auf den Markt. Konstrukteur war Giuseppe Merosi. Ein Vierzylinder-Reihenmotor mit 110 mm Bohrung, 160 mm Hub und 6082 cm³ Hubraum leistete 51,5 kW (70 PS) bei 2200 1/min. Er war vorne im Fahrzeug montiert und trieb die Hinterachse an. Das Getriebe hatte vier Gänge. Der Radstand betrug 320 cm und die Spurweite 145 cm. Zur Wahl standen viersitzige Tourenwagen. Der Tankinhalt betrug 70 Liter. Das Leergewicht war mit 1250 kg angegeben. Die Höchstgeschwindigkeit betrug 125 km/h. Das Fahrgestell kostete 15.500 Lire.
Daneben entstanden einige Exemplare einer offenen, zweisitzigen Rennausführung. Der Motor leistete hier zunächst 53,7 kW (73 PS) bei 2200 1/min und ab 1920 60,3 kW (82 PS) bei 2400 1/min. Der Radstand war auf 295 cm gekürzt. Bei der Rennausführung (Tipo Corsa) betrug der Tankinhalt 120 Liter. Das Leergewicht betrug nur 1100 kg. Die Höchstgeschwindigkeit war mit 150 km/h angegeben. Bei einem Rennen wurde im September 1921 bei Brescia eine Geschwindigkeit von 147,54 km/h gemessen.
1914 entstand im Auftrag von Marco Ricotti eine aerodynamisch geformte Limousine namens Aerodinamica, gefertigt bei der Carrozzeria Castagna. Das Fahrzeug erreichte 139 km/h. Neben der eingeschränkten Sicht erwiesen sich Lautstärke und Hitze des innerhalb der Karosserie befindlichen Motors als nachteilig. Nach wenigen Monaten wurde die Karosserie zu einem offenen Tourenwagen umgebaut. Ein Nachbau der Limousine befindet sich im Museo storico Alfa Romeo in Arese.
Am 23. November 1919 änderte sich der Markenname von A.L.F.A. auf Alfa Romeo.
1922 endete die Produktion. Nachfolger wurde der G1 mit einem Sechszylindermotor.
Zwischen 1913 und 1915 entstanden 27 Fahrzeuge. Zahlen für den Zeitraum nach 1915 liegen nicht vor.

## Produktionszahlen Alfa Romeo 40-60 HP
Gesamtproduktion Alfa Romeo 40-60 HP insgesamt 27 Fahrzeuge
| Jahr                | 1913 | 1914 | Summe |
| ------------------- | ---- | ---- | ----- |
| Alfa Romeo 40-60 HP | 2    | 25   | 27    |

## Renneinsätze
Am 23. November 1919 beteiligten sich die Fahrer Giuseppe Campari, Nino Franchini und Antonio Fracassi an der Targa Florio, erreichten allerdings das Ziel nicht. 1920 gewann Campari auf einem 40-60 HP das Bergrennen Parma–Poggio di Berceto.